# Wilfredo García
Wilfredo García Quintana, (* 29. října 1977 v San Juan y Martínez, Kuba) je bývalý kubánský zápasník volnostylař. Zápasení se věnoval od 6 let. V 10 letech se v tréninkovém centru EIDE specializovat na volný styl. Od roku 1995 se připravoval pod vedením Juana Caballera. V roce 1997 se poprvé představil mezi seniory a v témže roce získal titul mistra světa. V dalších letech však jeho výkonnost stagnovala. Na olympijských hrách v Sydney v roce 2000 nepostoupil ze základní skupiny. Se snížením počtu váhových kategorií v roce 2002 skončila jeho reprezentační kariéra.